# Sometimes I Feel Like a Motherless Child

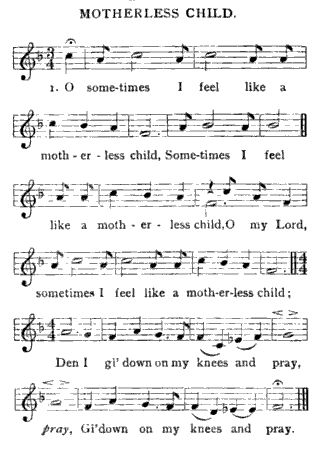
Zápis písně od Williama E. Bartona (1899)

„Sometimes I Feel Like a Motherless Child“ (případně jen „Motherless Child“) je americká černošská lidová píseň, která pochází z dob otrokářství ve Spojených státech amerických. Píseň vyjadřuje beznaději dítěte, které bylo odděleno od svých rodičů. Existuje velké množství různých verzí písně. Anglická rocková kapela Wishbone Ash vydala píseň na svém albu Clan Destiny (2006). Písničkář Richie Havens písní uzavíral svůj set na Hudebním festivalu Woodstock 1969. Hudebník Moby vydal v roce 2017 vlastní upravenou verzi písně pod názvem „Like a Motherless Child“. V roce 1964 píseň zazněla ve filmu Evangelium sv. Matouše italského režiséra Piera Paola Pasoliniho.
česká coververze
Pod názvem „Jednou“ s textem Vladimíra Jetela ji v roce 1984 natočila skupina Heuréka.